# Phragmopyxis leonensis
Phragmopyxis leonensis är en svampart som beskrevs av Cummins 1945. Phragmopyxis leonensis ingår i släktet Phragmopyxis och familjen Uropyxidaceae.   Inga underarter finns listade i Catalogue of Life.